# Élections législatives macédoniennes de 2024
Les élections législatives macédoniennes de 2024 (en macédonien Македонски парламентарни избори, 2024) ont lieu le 8 mai 2024 en même temps que le second tour de l'élection présidentielle macédonienne de 2024 afin d'élire les 123 députés de l'Assemblée de Macédoine du Nord.
Comme prévu par la loi électorale, les élections sont organisées sous un gouvernement de transition. Celui-ci est présidé par Talat Xhaferi, premier Albanais à assumer la présidence de l'exécutif.
À la tête du gouvernement précédent, l'Union sociale-démocrate de Macédoine (SDSM) subit une défaite au profit de l'Organisation révolutionnaire macédonienne intérieure - Parti démocratique pour l'unité nationale macédonienne (VMRO-DPMNE), qui frôle la majorité absolue des sièges.

## Contexte

### Gouvernement Zaev II

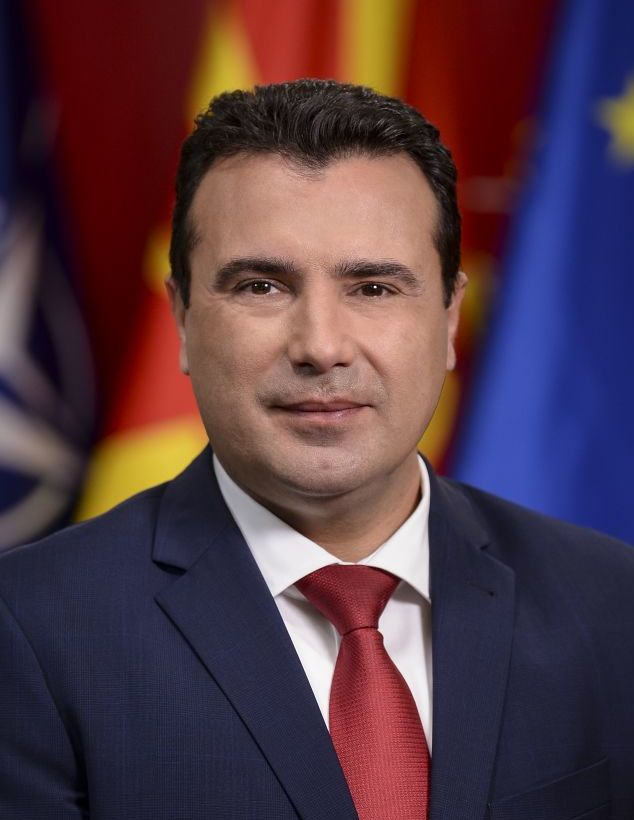
Zoran Zaev en 2020.

Les élections législatives macédoniennes de 2020 voient arriver en tête la coalition « Nous pouvons », formée autour de l'Union sociale-démocrate de Macédoine et du Mouvement Besa. C'est la première fois depuis 2002 que les sociaux-démocrates, menés par Zoran Zaev, arrivent en tête aux législatives, une performance cependant qualifiée de courte victoire en raison de la faible différence en suffrages et en sièges séparant la coalition de celle du « Renouveau pour la Macédoine », menée par l'Organisation révolutionnaire macédonienne intérieure - Parti démocratique pour l'unité nationale macédonienne (VMRO-DPMNE) de Hristijan Mickoski. La défaite de cette dernière est pour autant accueillie avec soulagement à l'international, les milieux économiques et diplomatiques craignant que son arrivée au pouvoir ne provoque un regain de tension dans la région et ne remette en cause le début des négociations d'adhésion à l'Union européenne,. Les élections interviennent en effet quelques années à peine après la signature de l'accord de Prespa, approuvé par référendum en 2018. Ce dernier met fin au différend de longue date opposant le pays à la Grèce quant à son nom officiel, qui devient ainsi « Macédoine du Nord ». Signé par le gouvernement mené par la SDSM, l'accord est cependant vivement contesté par la VMRO-DPMNE, dont la candidate malheureuse à l'élection présidentielle de 2019 promettait encore de convoquer un référendum pour restaurer le nom de « Macédoine »
L'Union démocratique pour l'intégration, arrivée troisième, se trouve en position de faiseur de rois, ce qui pousse la formation à réaffirmer son exigence de campagne d'obtenir pour l'un des siens le poste de président du gouvernement, une demande jugée inacceptable aussi bien par Zoran Zaev que par Hristijan Mickoski. Après plusieurs semaines de négociations, un accord est finalement conclu entre la SDSM et le DUI, permettant de reconduire Zoran Zaev à la tête du gouvernement. La DUI renonce ainsi à sa promesse électorale mais obtient en contrepartie que le prochain président du gouvernement de transition chargé des affaires courantes pendant les 100 jours précédant les prochaines élections soit issu de cette ethnie, une première dans le pays. Le président Stevo Pendarovski charge par conséquent Zaev de former un nouveau gouvernement de coalition, qui reçoit également le soutien du Parti démocratique des Albanais, et obtient le vote de confiance du parlement le 30 août 2020 par 62 voix pour et 51 contre.

### Gouvernement Kovačevski

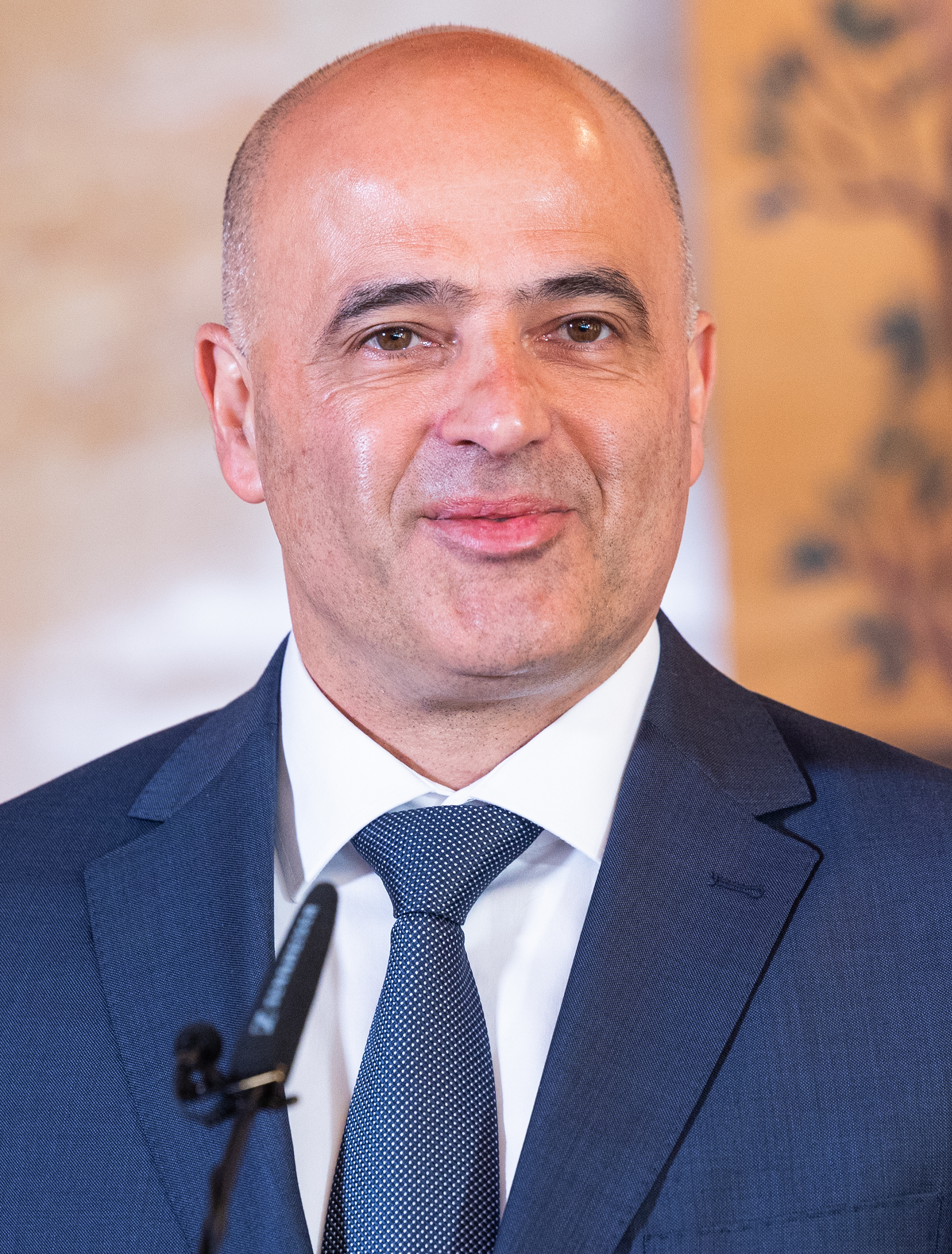
Dimitar Kovačevski en 2023.

La défaite de la SDSM aux élections municipales de 2021 amène cependant Zaev a annoncer au soir du second tour le 31 octobre 2021 sa démission de la direction du parti ainsi que du gouvernement. Une semaine plus tard, le dirigeant du principal parti d'opposition Hristijan Mickoski dépose une motion de censure avec le soutien du Mouvement Besa, qui rejoint l'opposition. La motion échoue cependant à une voix près lors du vote organisé le 11 novembre,.
Malgré l'éclatement de sa coalition et son départ annoncé, Zoran Zaev parvient à conclure le 6 décembre un accord avec le parti albanais Alternative, qui remplace ainsi Besa au sein de la majorité parlementaire et permet à la coalition gouvernementale de retrouver la majorité absolue. Dimitar Kovačevski est élu le 12 décembre à la présidence de la SDSM avec une confortable majorité, avant de se voir confier le mandat de constituer un nouveau gouvernement après la démission effective de Zaev le 29 décembre. Le 16 janvier 2022, Kovačevski présente son programme et son gouvernement aux députés, qui lui accordent leur confiance par 62 voix favorables.
Les élections législatives ayant été fixées au 8 mai 2024, un gouvernement technique  est mis en place afin de gérer les affaires courantes pendant les cent jours précédant le scrutin. Talat Xhaferi devient ainsi président du gouvernement le 28 janvier 2024, ainsi que le premier membre de la minorité albanaise du pays à accéder à ce poste. Il reçoit ce jour-là la confiance de l'Assemblée avec 65 voix pour, 3 contre et aucune abstention,.

### Élection présidentielle de 2024
Candidat a sa réélection, le président sortant Stevo Pendarovski, membre de la SDSM, arrive deuxième au premier tour de l'élection présidentielle organisée le 24 avril 2024. Il affronte au second tour Gordana Siljanovska-Davkova, arrivée largement en tête lors du premier tour avec plus de 41 % des suffrages, soit le double de deux réunit par Pendarovski, dans un contexte de hausse de la participation. Le second tour intervient le 8 mai, en même temps que les élections législatives.
La campagne est marquée par l'opposition entre le candidat de la SDSM, qui se prononce en faveur d'une révision de la Constitution de 1991 afin de reconnaitre officiellement la minorité bulgare, une condition posée par la Bulgarie à l'accession de la Macédoine du Nord à l'Union européenne (UE). Si l'accord de Prespa, bien que politiquement très difficile à mettre en œuvre, avait lancé une dynamique de réformes et d'optimisme au sein de la population, les nouvelles exigences bulgares conduisent depuis deux ans à un sentiment de dépit généralisé. Si la révision demeure très impopulaire, le règlement de cette question permettrait néanmoins de faire avancer plus rapidement les négociations sur le processus d'adhésion du pays à l'UE, selon Pendarovski,,.
La candidate de la VMRO-DPMNE rejette quant à elle le calendrier institutionnel proposé. Promettant de « ne pas oublier les intérêts nationaux », elle propose à la place de conditionner la révision constitutionnelle à l'entrée effective de la Macédoine du Nord dans l'UE, en fixant pour date d'entrée en vigueur de la révision celle, future, de l'adhésion. Déjà opposée au changement de nom — bien que ne faisant plus de cette question un élément central de la campagne —, sa formation politique cherche ainsi à trouver un équilibre entre ses positions conservatrices et nationalistes et la nécessité de ne pas bloquer totalement le processus d'adhésion, toujours très attendu par la population.
Prélude aux élections législatives, la campagne électorale de la présidentielle est également dominée par le thème de la lutte contre la corruption. La SDSM promet ainsi une politique plus agressive à l'encontre du crime organisé, tandis que la VMRO-DPMNE met l'accent sur une réforme du système judiciaire

## Système électoral

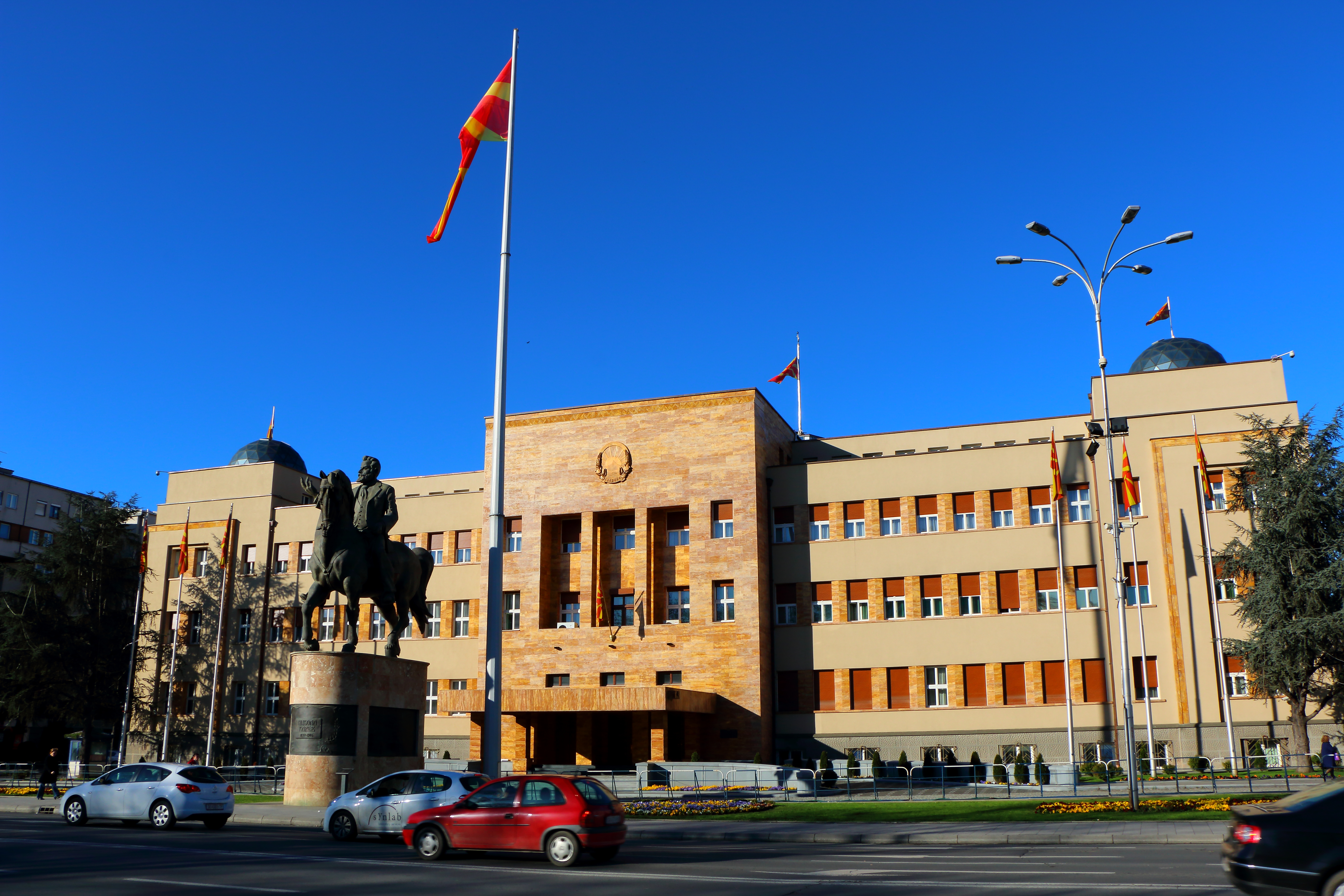
Le palais de l'Assemblée à Skopje.

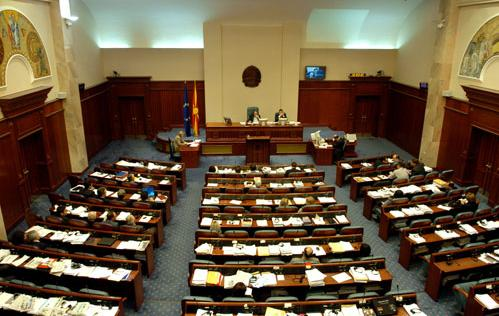
L'hémicycle.

L'Assemblée de Macédoine du Nord (Собрание) est un parlement monocaméral composé de 123 sièges pourvus pour quatre ans, dont 120 au scrutin proportionnel plurinominal dans six circonscriptions de 20 sièges chacune. Les électeurs votent pour le candidat d'une liste, et ce vote correspond à une voix pour cette dernière tout en jouant le rôle d'un vote préférentiel pour le candidat en question, lui donnant la possibilité de faire monter sa place dans la liste. Après décompte des suffrages, les sièges sont répartis selon la méthode d'Hondt au quotient simple, sans seuil électoral au niveau national. Toutes les listes reçoivent par conséquent un siège en proportion de leurs parts des suffrages exprimés, avec un siège par tranche de 1/20ème de suffrage dans chacune des six circonscription, soit un seuil de facto de 5 % des suffrages exprimés. Les sièges sont répartis, au sein des listes, entre les candidats ayant reçu le plus grand nombre de suffrages en leur nom, par ordre décroissant.
Les trois sièges restants, réservés à la diaspora, sont pourvus selon le même système, mais leur élection est conditionné à l'obtention d'un minimum de suffrages liés au scrutin précédent. Un candidat de la diaspora n'est ainsi élu que si la liste sur laquelle il se présente réunit au moins autant de votes en sa faveur que le candidat ayant été élu avec le moins de voix en Macédoine du Nord lors du scrutin précédent. Les second et troisième sièges ne sont attribués que si cette même liste réunit le double et le triple de ce montant.
Le système proportionnel permet notamment la représentation de la minorité albanaise. En outre, toute liste doit comprendre au moins 30 % de candidats de chaque sexe, et les candidats du sexe le moins représenté dans chacune des listes être positionnés au minimum tous les dix noms.

## Sondages

Moyenne lissée des sondages

## Forces en présences
| Parti Nom en macédonien et/ou en albanais | Parti Nom en macédonien et/ou en albanais | Idéologie                                                                                        | Chef de file       | Résultat en 2020           |
| ----------------------------------------- | --- | ------------------------------------------------------------------------------------------------ | ------------------ | -------------------------- |
|                                           | Union sociale-démocrate de Macédoine Socijaldemokratski Sojuz na Makedonija (SDSM) | Centre gauche Social-démocratie, europhilie                                                      | Dimitar Kovačevski | 35,9 % des voix 46 députés |
|                                           | Organisation révolutionnaire macédonienne intérieure - Parti démocratique pour l'unité nationale macédonienne Vnatrešna makedonska revolucionerna organizacija – Demokratska partija za makedonsko nacionalno edinstvo (VMRO-DPMNE) | Centre droit à droite Nationalisme, conservatisme, démocratie chrétienne, libéralisme économique | Hristijan Mickoski | 34,6 % des voix 44 députés |
|                                           | Union démocratique pour l'intégration Demokratska unija za integracija (DUI) Bashkimi Demokratik për Integrim (BDI) | Centre droit Défense des intérêts de la minorité albanaise, conservatisme social, europhilie     | Ali Ahmeti         | 11,5 % des voix 15 députés |

## Résultats
|                          |                                                 |           |       |       |        |               |  |  |  |  |  |  |  |  |
| Parti                    | Parti                                           | Voix      | %     | +/–   | Sièges | +/–           |  |  |  |  |  |  |  |  |
|                          | Coalition « Votre Macédoine » (VMRO-DPMNE)      | 436 407   | 44,58 | 10,01 | 58     | 14            |  |  |  |  |  |  |  |  |
|                          | Coalition « Pour un futur européen » (SDSM)     | 154 447   | 15,78 | 20,11 | 18     | 23            |  |  |  |  |  |  |  |  |
|                          | Coalition « Front européen » (BDI/DUI-PDSH/DPA) | 137 690   | 14,06 | 1,05  | 18     | 1             |  |  |  |  |  |  |  |  |
|                          | Coalition « Vlen » (LB/DB-Alternativa)          | 106 937   | 10,92 | N/a   | 14     | 6             |  |  |  |  |  |  |  |  |
|                          | La Gauche (Levica)                              | 68 637    | 7,01  | 2,91  | 6      | 4             |  |  |  |  |  |  |  |  |
|                          | Pour notre Macédoine (ZNAM)                     | 56 232    | 5,74  | Nv    | 6      | 6             |  |  |  |  |  |  |  |  |
|                          | Autres partis                                   | 18 630    | 1,90  | –     | 0      | 8             |  |  |  |  |  |  |  |  |
|                          |                                                 |           |       |       |        |               |  |  |  |  |  |  |  |  |
| Votes valides            | Votes valides                                   | 978 980   | 97,27 |       |        |               |  |  |  |  |  |  |  |  |
| Votes blancs et nuls     | Votes blancs et nuls                            | 27 451    | 2,73  |       |        |               |  |  |  |  |  |  |  |  |
| Total                    | Total                                           | 1 006 431 | 100   | –     | 120    | en stagnation |  |  |  |  |  |  |  |  |
| Abstention               | Abstention                                      | 808 919   | 44,56 |       |        |               |  |  |  |  |  |  |  |  |
| Inscrits / participation | Inscrits / participation                        | 1 815 350 | 55,44 |       |        |               |  |  |  |  |  |  |  |  |

## Analyse et conséquences

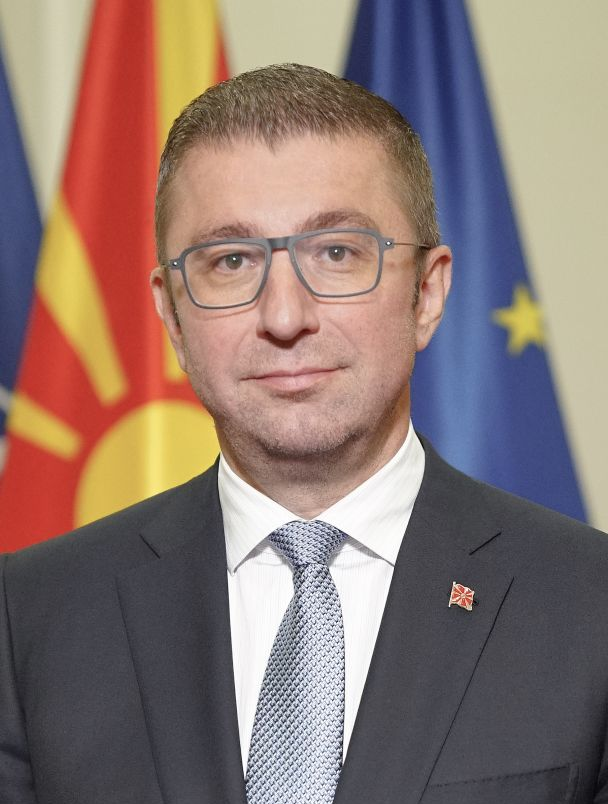
Hristijan Mickoski en 2024

Perçues comme un référendum sur l'avenir européen du pays, les élections voient la victoire de la formation jugée la moins europhile. L'Organisation révolutionnaire macédonienne intérieure - Parti démocratique pour l'unité nationale macédonienne (VMRO-DPMNE) arrive ainsi largement en tête. Il s'agit d'une double victoire pour cette dernière, sa candidate, Gordana Siljanovska-Davkova ayant quant à elle remporté à une très large majorité le second tour de l'élection présidentielle, assurant ainsi à la VMRO-DPMNE le contrôle de la présidence comme de l'Assemblée,,.
Devant l'échec de la SDSM, qui obtient le pire résultat de son histoire, son dirigeant Dimitar Kovačevski annonce sa démission de la tête du parti, effective après l'élection de son successeur,.
A la tête de la VRMO-DPMNE et de sa coalition « Votre Macédoine », Hristijan Mickoski se retrouve en position de devenir Président du gouvernement. Il annonce son intention de faire de la lutte contre la corruption sa priorité. Après avoir annoncé la conclusion d'un accord de coalition avec la Coalition « Vlen » et Pour notre Macédoine (ZNAM), il est officiellement chargé le 6 juin de former un gouvernement par Gordana Siljanovska-Davkova, investie présidente un mois plus tôt. Son gouvernement reçoit la confiance de l'Assemblée le 23 juin 2024 par 77 voix pour et 22 contre, et entre en fonction le jour même.